# کمنش‌سنت‌پتر
کِمِنِش‌سِنت‌پتر (به مجاری:  Kemenesszentpéter) یک شهرداری در مجارستان است که در ناحیه پاپا واقع شده‌است. کِمِنِش‌سِنت‌پتر ۲۱٫۳۵ کیلومتر مربع مساحت و ۷۳۹ نفر جمعیت دارد.